# Gustave de Jonghe
Gustave Mathieu Ghislain de Jonghe (Gent, 30 juni 1785 – Ukkel, 20 april 1846) was een Belgisch politicus. Hij was lid van het Nationaal Congres, gemeenteraadslid van Gent en senator.

## Biografie

### Familie
Gustave de Jonghe was een telg uit de familie de Jonghe. Hij was een zoon van burggraaf Théodore de Jonghe, laatste feodale heer van Ardooie, die in 1772 de titel van burggraaf had verkregen, en Isabelle Vilain XIIII, dochter Jean Jacques Philippe Vilain XIIII, burgemeester van Aalst en Gent en voorzitter van de Staten van Vlaanderen. Hij was een broer van burggraaf Auguste de Jonghe d'Ardoye, lid van de Provinciale Staten van Oost-Vlaanderen, lid van het Nationaal Congres en senator, en een oom van Louis de Jonghe d'Ardoye, diplomaat en minister van Staat. 
Hij bleef ongehuwd.

### Loopbaan
Onder het Franse Keizerrijk was De Jonghe onderluitenant bij een regiment jagers te paard.
In 1830 werd hij gemeenteraadslid van Gent. Hij werd verkozen tot een van de twaalf leden van het Nationaal Congres voor het arrondissement Gent. Zoals zijn broer bleef hij volledig zwijgzaam tijdens de openbare zittingen. Hij stemde telkens op dezelfde manier als de meerderheid: voor de onafhankelijkheidsverklaring, voor de eeuwigdurende uitsluiting van de Nassaus, voor de hertog van Nemours als koning, voor Surlet de Chokier als regent, voor Leopold van Saksen Coburg als koning en voor de aanvaarding van het Verdrag der XVIII artikelen.
Van 1834 tot 1845 was hij liberaal senator, verkozen door het arrondissement Kortrijk.